# Romain Feillu
Romain Feillu (Châteaudun, 16 aprile 1984) è un ex ciclista su strada francese con caratteristiche di velocista, attivo in formazioni UCI dal 2007 al 2019.

## Carriera
Nel 2006 si classifica secondo al Campionato del mondo di Salisburgo
nella prova in linea Under-23, battuto da Gerald Ciolek. L'anno dopo passa professionista con l'Agritubel: in quella stessa stagione vince fra l'altro il Tour of Britain e la Paris-Bourges.
Nel 2008 partecipa al Tour de France: nel corso della terza tappa va in fuga con altri tre corridori e giunge terzo al traguardo, riuscendo a conquistare, grazie al vantaggio accumulato sul gruppo, anche la maglia gialla di leader della classifica generale e quella bianca di miglior giovane. Indosserà il simbolo del primato per un solo giorno, perdendolo nella seguente tappa a cronometro.
Nel 2009 si aggiudica il Grand Prix de Fourmies; al termine della stagione l'Agritubel viene sciolta. Per la stagione seguente passa alla Vacansoleil Pro Cycling Team, squadra olandese: in tale annata bissa il successo al Grand Prix de Fourmies e si classifica decimo nella prova in linea dei Campionati del mondo di Melbourne.
La prima metà del 2011 lo vede ottenere otto vittorie: la seconda, la terza e la quarta tappa del Tour Méditerranéen, il Tour du Finistère, la seconda tappa e la classifica generale del Tour de Picardie, la quinta tappa del Circuit de Lorraine e la quarta tappa del Tour de Luxembourg.

## Palmarès
- 2006

Tour de la Somme
- 2007 (Agritubel, quattro vittorie)

Boucles de l'Aulne
3ª tappa Tour de Luxembourg
Classifica generale Tour of Britain
Paris-Bourges
- 2008 (Agritubel, una vittoria)

Boucles de l'Aulne
- 2009 (Agritubel, tre vittorie)

2ª tappa Tour de Picardie
4ª tappa Tour du Limousin
Grand Prix de Fourmies
- 2010 (Vacansoleil, tre vittorie)

4ª tappa Vuelta a Burgos (Vivar del Cid > Salas de los Infantes)
2ª tappa Tour de l'Ain (Le Parc des Oiseaux > Trévoux)
Grand Prix de Fourmies
- 2011 (Vacansoleil-DCM, otto vittorie)

2ª tappa Tour Méditerranéen (Saint-Cannat > Rousset)
3ª tappa Tour Méditerranéen (Carnoux-en-Provence > La Farlède)
4ª tappa Tour Méditerranéen (La Londe-les-Maures > Biot)
Tour du Finistère
2ª tappa Tour de Picardie (Villers-Saint-Paul > Château-Thierry)
Classifica generale Tour de Picardie
5ª tappa Circuit de Lorraine (Metz > Hayange)
4ª tappa Tour de Luxembourg
- 2014 (Bretagne-Séché Environnement, una vittoria)

1ª tappa Ronde de l'Oise
- 2015 (Bretagne-Séché Environnement, una vittoria)

Route Adélie de Vitré

### Altri successi
- 2006

Tours (Criterium)
- 2008 (Agritubel)

Marcoles (Criterium)
- 2009 (Agritubel)

Classifica giovani Tour de Picardie
Classifica punti Tour de Picardie
- 2010 (Vacansoleil)

Classifica punti Vuelta a Burgos
Classifica punti Tour de l'Ain
- 2011 (Vacansoleil)

Classifica punti Tour Méditerranéen

## Piazzamenti

### Grandi Giri
- Giro d'Italia

2012: ritirato (6ª tappa)
- Tour de France

2007: ritirato (8ª tappa)
2008: fuori tempo (19ª tappa)
2009: ritirato (12ª tappa)
2011: non partito (12ª tappa)
2014: 150º

### Classiche monumento
- Milano-Sanremo

2011: 42º

### Competizioni mondiali
- Campionati del mondo

Salisburgo 2006 - In linea Under-23: 2º
Stoccarda 2007 - In linea Elite: ritirato
Melbourne 2010 - In linea Elite: 10º
Copenaghen 2011 - In linea Elite: 6º

## Riconoscimenti
- Velo d'Or francese-giovani della rivista Vélo Magazine nel 2006